# Jumpa
Jumpa (* 9. Juni 1995 in Bremerhaven; bürgerlich Lennard Oestmann) ist ein deutscher Musikproduzent. Er steht bei Sony/ATV Music Publishing unter Vertrag.

## Leben
Oestmann besuchte das Schulzentrum Carl von Ossietzky in Bremerhaven und begann im Alter von 14 Jahren mit der hobbymäßigen Produktion von Hip-Hop-Beats. Seinen Künstlernamen wählte er in Anlehnung an den Film Jumper (2008).
2011 produzierte er – damals noch als JumpaBeatz – das Intro und den Song Post für dich des Rappers Fard für dessen Album Invictus. Darauffolgend wurde er vom Rapper Vega bei dessen Label Freunde von Niemand unter Vertrag genommen. Im Rahmen des Vertrags musste er jedoch seinen Künstlernamen von JumpaBeatz in Jumpa ändern. Es folgten Produktionen für eine breite Reihe an Deutschrappern, so unter anderem Massiv, Liquit Walker oder Alpa Gun.
2012 komponierte Jumpa gemeinsam mit Massiv den Song The Diamond Boy, welcher vom Boxer Manuel Charr als Einlaufmusik für dessen Kampf gegen Vitali Klitschko verwendet wurde. 2013 zog Jumpa nach Berlin und unterschrieb kurz darauf einen Vertrag beim Label Sony/ATV, bei welchem er seitdem unter Vertrag steht. Zeitgleich absolvierte Oestmann beim FORUM Berufsbildung eine Ausbildung zum Kaufmann für audiovisuelle Medien.
2016 erhielt er für seine Mitarbeit auf Nazars Album Irreversibel seine erste goldene Schallplattenauszeichnung in Österreich. 2019 produzierte er mit Capital Bras Cherry Lady seinen bis dato größten Hit, welcher Platz eins in Deutschland, Österreich und der Schweiz erreichte und in Deutschland zudem mit Platin ausgezeichnet wurde.
Er wurde bei den Hiphop.de Awards 2021 als „Bester Produzent national“ ausgezeichnet.

## Diskografie

### Alben
- 2024: Red Bull 64bars Vol. 1 (Peak Nice)

### EPs
- 2021: Make It Jump

### Singles
- 2018: Level Up (mit Muntu & Ilira)
- 2019: Mercy (feat. Moe Phoenix & Capital T)
- 2021: Irgendwie egal (mit Badmómzjay & Takt32)
- 2021: Bis ich tot bin (mit Zuna)
- 2021: Rapstar (feat. Badmómzjay)
- 2021: Egal wie hoch (feat. Samra & Takt32)
- 2022: Keine Party (mit Selmon & Sido)
- 2023: Alles schon probiert (mit  Chapo102)
- 2024: Fabrizio Romano Freestyle (64 Bars) (mit Billa Joe)
- 2024: Call of Duty (64 Bars) (mit Capital Bra)
- 2024: Du tust mir nicht gut:/ (mit Sampagne feat. Madeline Juno; #5 der deutschen Single-Trend-Charts am 9. August 2024[8])
- 2024: Kitzbühel (64 Bars) (mit Takt32)
- 2024: Olympique M (64 Bars) (mit Mero)
- 2024: V2bars (64 Bars) (mit Sosa La M)
- 2024: Hier redet Berlin (64 Bars) (mit Kalazh44)
- 2024: Say No Mo (64 Bars) (mit Rua)
- 2024: Harakiri (64 Bars) (mit Bozza)

## Produktionen (Auswahl)

### 2011
- Fard – Intro und Post für dich auf Invictus

### 2012
- Massiv – Solange mein Herz schlägt (Album)
  - Bei Nacht ist Disko
  - The Diamond Boy
  - Al Massiva Beutejagd (feat. Beirut & Granit)

### 2013
- Animus – Maskulin Motivation auf Maskulin Mixtape Vol. 3
- Liquit Walker – Unter Wölfen (Album)
  - Intro
  - Bonnie Parker
  - Keine Wunder (feat. MoTrip)
  - Benny
  - 40 Bars
  - Alphawolf
- Massiv – Wir sind wie wir sind Bruder (feat. JokA, MoTrip & Vega) und Aus welchem Land kommst du (feat. Olexesh & Veysel) auf Blut gegen Blut 3
- Vega – Nero (Album)
  - Dem Himmel noch näher
  - Herz aus Stein
  - Immer noch
  - Nur wir beide (feta. David Pino)
  - Ich war
  - Outro
- Vega – Es muss sein (feat. PA Sports & KC Rebell) (Nur auf der Premium-Version des Albums)

### 2014
- Alpa Gun – Nicht zu spät (feat. Mehrzad Marashi) auf Geboren um zu sterben
- Amar – Auf all euren Wegen (feat. Bizzy, Bosca, Ercandize, Timeless, Johnny Pepp, Silla & DJ Pron) auf Amargeddon 2010
- Fard & Snaga – Carpe diem auf Talion II: La Rabia

### 2015
- Fard – Maskenball auf Ego
- Farid Bang – Outro auf Asphalt Massaka 3
- Liquit Walker – Letzte Träne auf Mowgli EP
- Takt32 – Gang (Album)

### 2016
- Danju – Stoned ohne Grund auf Stoned ohne Grund
- Face – Sie schläft net (feat. Vega) auf R.O.T.
- Farid Bang – Gerichtsrapskit auf Blut
- Mosh36 – So oder so und Scharfe Muni (feat. Kalazh44) auf Rapbeduine
- Vega & Bosca – Moselxkaiser auf Alte Liebe rostet nicht

### 2017
- Azad – ¥€$ und Frag nicht warum (feat. Jeyz & Toon) auf NXTLVL
- Infinit – Aus Prinzip (Album)
- Bonez MC, Gzuz, Maxwell feat. RAF Camora – High Life auf Sampler 4
- Liquit Walker – Tausende Meilen auf Trümmerkönig
- BRKN – Bordeaux auf BESTE

### 2018
- Jay Samuelz – No Lie
- Moe Phoenix – Aicha

### 2019
- Capital Bra – Cherry Lady
- Takt32 – Bon Voyage
- Remoe – Bella
- Remoe & Manuellsen – Karussell
- Moe Phoenix – Komm wieder heim
- Moe Phoenix – So allein
- Capital T & Capital Bra – Yalla

### 2020
- Vega – Locke (Album)
  - Unterwegs (feat. Face)
  - In den Genen
  - Bevor sie mich verraten
  - Burberry
- Capital Bra – Berlin lebt immer noch
- Capital T – Skulpturë (Album)
  - Tu festu
  - 600PS
  - C’est la vie
  - Flawless
- Hava – Weiss (Album)
  - Weiss
  - Fehler
  - Auf der Flucht
  - Molim
  - Timeout
  - Krank
  - Nasla sam se
  - Ziele
  - Schwerelos
  - Nichts gesehen
- Samra – Miskin
- Samra – 24 Stunden
- Samra & Lune – CR1MINEL
- Samra – Mama
- Bozza – Al Qu Damm (feat. Samra)
- Vega – Hyänen (feat. Samra) auf 069
- Cher Lloyd – One Drink Away
- Ardian Bujupi – Ohne Warnung[9]

### 2021
- Elif & Montez – Immer wenn ich gehen will
- Loredana & Mozzik – Rosenkrieg
- Apache 207 – 2sad2disco (Album)
  - Lamborghini Doors
  - Sport
  - So weit
  - Der Teufel weint
  - Weißes Kleid
- Badmómzjay – badmómz. (Album)
  - badmómz.
  - Tu nicht so
  - „Hahaha“
  - Mal mehr mal weniger
  - Ich mag
  - Weißt du wer ich bin?
  - Checkst du?!
  - Zimmer allein
  - Sterne unterm Dach
  - Freak
  - Struggle Is Where We From

### 2022
- Céline – A$AP & Rihanna
- Apache 207 – Nie mehr gehen
- Apache 207 – Fühlst du das auch
- Lea – In Flammen
- Samra  – Undercover

### 2023
- Apache 207 – Gartenstadt (Album)
  - Udo Lindenberg & Apache 207 – Komet
  - Breaking Your Heart
  - Wenn das so bleibt
  - Ein letztes Mal
  - Neunzig
  - Coco Chanel
  - Capri Sonne
  - Ohne Gnade
  - Vorstadt
  - Schimmel in der Villa
  - Geblitzt

## Filmografie
- 2024: Jumpa – Vom Beatmaker zum Chartbreaker (Dokumentation, 32:00 Minuten, NDR)